# Long play
Long play – album kolektywu muzycznego Masala wydany w 2004 będący efektem dwóch lat działalności zespołu.

## Lista utworów
1. "Intro/Skit": Mihtu Sain (Lahore)
2. "Cyber Punjabi" – Dancehall-Indica gościnnie: Dilian Sigh & Frenchman
3. "Hollywood-Bollywood-Lollywood"
4. "Bombaj-Islamabad-Warszawa" – Crazy Sound System vs Like Orient
5. "Tuwa-Miedzylesie-Turcja"
6. "As One" gościnnie: Gutek
7. "Marena Bikum Hamad" – Ira Noizi Dub – Yass Khoder vs. Like Orient
8. "Rumi/Skit"
9. "Radio Teheran"
10. "Od Tarnobrzegu po Bangladesz" gościnnie: Pan Duże Pe & Mista Pita
11. "Rangia"
12. "Ex Oriente Lux"
13. "XXI wiek" gościnnie: Kapela ze Wsi Warszawa
14. "Pendżab-Bułgaria-Polska"
15. "Fariad/Skit"
16. "Postępuj drogą prostą" – Like Orient
17. "Raanjan"
18. "Rumi/Outro/Skit"
19. "Goodbye"